# Vincent R. Gray
Vincent R. Gray (Londres, Reino Unido; 24 de marzo de 1922-Petone, Nueva Zelanda; 14 de junio de 2018) fue un químico neozelandés de origen británico, fundador de New Zealand Climate Science Coalition.

## Biografía
Gray tiene un Ph.D. en física-química por la Universidad de Cambridge, luego de sus estudios sobre fluidos para bomba incendiaria de caldos alumínicos. Ha tenido una larga carrera científica en RU, Francia, Canadá, China, trabajando en petróleo, plásticos, gelatina, cueros, pinturas, adhesivos y adhesión, carbón, materiales de construcción, con más de 100 artículos científicos y técnicos, patentes, capítulos de libros. En Nueva Zelanda, fue el primer Director del Edificio de Investigación y más tarde, Jefe Químico de la Asociación de Investigación del Carbón.
Ha publicado numerosos artículos e informes, siete en revistas revisadas por pares. Después de la jubilación, estuvo cuatro años y medio en China; y, cuando regresó se convirtió en crítico de la afirmación de que el clima se dañó por las emisiones humanas de gases de efecto invernadero.
Ha comentado en cada publicación del Intergovernmental Panel on Climate Change, con, por ej., 1.898 comentarios sobre el 4º Reporte, de 2007. Ha publicado estudios críticos en todos los informes, que incluyen el libro "The Greenhouse Delusion: A Critique of 'Climate Change 2001' (El espejismo de Efecto Invernadero: Una crítica sobre 'Cambio Climático 2001)". Ha publicado "Confessions of a Climate Sceptic" (Confesiones de un Escéptico Climático)
Es un escéptico sobre el calentamiento global antropogénico (CGA):
"Los dos principales reclamos "científicos" del IPCC son la afirmación de que "el mundo se está calentando" y "Los aumentos en las emisiones de dióxido de carbono son sus responsables". La evidencia, de esas dos afirmaciones, es fatalmente defectuosa."
Gray ha peticionado para que el IPCC sea abolido, reclamando que es “fundamentalmente corrupto” debido a concluir que partes significativas de la obra del IPCC, en la recopilación de datos y los métodos científicos empleados son poco sólidos y que el IPCC se resiste a todos los esfuerzos, en tratar de discutir o rectificar esos problemas.
Gray se presentó en el programa Counterpoint, de Radio Nacional de Australia (Australian Broadcasting Corporation) en el debate "Nueve Mentiras Sobre el Calentamiento Global", y fue entrevistado en el New Zealand Herald como un "prominente" escéptico climático.
En 2002, publicó, The Greenhouse Delusion: A Critique of "Climate Change 2001". En ella, Gray sostiene que

"La calidad y la fiabilidad de las mediciones del IPCC son pobres, el sistema de determinación del sopesado entre diferentes influencias de la temperatura de la tierra es deficiente, y la validez de las pruebas derivadas de modelos de Pc es cuestionable".

"Estoy consternado por la arrogancia de los científicos que dicen ser capaces de resolver el problema del sistema climático, siempre que están fuertemente subvencionados".

"Los modelos se basan en la teoría de un clima donde un cuarto de la luz del sol cae de forma simultánea en todas las áreas de la tierra y que la temperatura es constante. Veo este supuesto como totalmente irreal. Podía cambiar el punto de vista si fueran capaces de hacer previsiones convincentes, pero sus "proyecciones" son siempre hasta ahora he tenido tiempo de embolsar sus cómodas pensiones y de jubilación antes de que estas proyecciones sean verificables por los hechos".

## Disputas sobre credenciales
Ha sido un "Revisor experto para el IPCC ", desde 1990, aunque esa consideración, él mismo la cuestiona, y la considerada engañosa ya que no requiere ninguna experiencia en absoluto, sino sólo se le preguntó a ver el "Proyecto de Informe" y firmar un acuerdo de no comentar públicamente sobre el proyecto de informe.